# Hugo Dietschi
Hugo Dietschi (* 10. September 1864 in Solothurn; † 3. Mai 1955 in Olten) war ein Schweizer Politiker (FDP).

## Leben
Dietschi, Sohn des Redaktors und Politikers Peter Dietschi und Enkel des Jakob Benedikt Schmid, besuchte das Gymnasium in Solothurn, danach folgte ein Rechtsstudium in Strassburg, Heidelberg, Berlin und Bern (1888 Dr. iur.). 1890 erhielt er das solothurnische Fürsprecher- und Notariatspatent.
Von 1891 bis 1917 betrieb er ein Anwaltsbüro in Olten und war von 1902 bis 1933 Stadtammann von Olten (ab 1917 im Vollamt). Von 1900 bis 1933 war er freisinniger Solothurner Kantonsrat (1905 Präsident) und von 1922 bis 1937 Ständerat. 1898 initiierte der engagierte Kulturpolitiker in Olten die Stadtbibliothek, 1900 das Historische Museum und 1914 den Kunstverein. 1912 war er Mitbegründer der Oltner Handels- und Verkehrsschule. Dietschi verfasste zahlreiche Aufsätze zur Heimat- und Kulturgeschichte.
Dietschi war zweimal verheiratet: zuerst mit Hedwig Büttiker, Tochter des Arnold, Bäcker und Wirt, und dann mit Emma Bachmann, Tochter des Jakob, von Gebenstorf. Der Buchdrucker und Burgenkundler Eugen Dietschi-Kunz war sein Bruder, der Journalist und Politiker Eugen Dietschi sein Neffe. Sein Sohn Urs Dietschi (1901–1982) wurde ebenfalls Politiker.